# ふるさとは宗谷の果てに
「ふるさとは宗谷の果てに」（ふるさとはそうやのはてに）は、1962年（昭和37年）に菊地正夫時代の城卓矢、1971年（昭和46年）に大友和也がカヴァーしてリリースした日本のシングルである。1966年（昭和41年）に西郷輝彦がリリースしたシングル「涙になりたい」のB面曲として収録されたものが、もっとも広く知られる。

## 略歴・概要
のちの城卓矢として知られる菊地正夫がテイチクレコード（現在のテイチクエンタテインメント）専属の時代、菊地の実兄でありクラウンレコード（現在の日本クラウン）専属の作曲家であった北原じゅんが実弟に提供したのが、「ふるさとは宗谷の果てに」の初出である。北海道稚内市にある日本最北端の地・宗谷岬を舞台とし、その果てに位置する、北原・菊地兄弟の出生の地である樺太（当時ソビエト連邦、現在のロシア領サハリン）を想う楽曲である。同作は、同じく北原による「哀愁の一つ星」（あいしゅうのひとつぼし）をB面として、1962年（昭和37年）9月、テイチクレコードからリリースされた。当時は売上もさほどの数字を残さなかった。
1966年（昭和41年）、クラウンレコード専属のスター歌手であった西郷輝彦のプロモーションの一環として、平凡出版（現在のマガジンハウス）とのタイアップを行い、同社の出版する『月刊平凡』誌上で「西郷輝彦の唄う歌」の歌詞を募集した。当選した杉本好美の歌詞に、クラウン専属の北原じゅんが曲を付し、同年2月1日、シングルとしてリリースしたのが「涙になりたい」（なみだになりたい）である。同作は、同名の映画を日活が製作、西郷が主演、森永健次郎が監督して、同年5月18日に公開されている。同シングルのB面に収録されたのが、北原がかつて実弟に贈った「ふるさとは宗谷の果てに」のカヴァーであった。西郷のカヴァーは話題になり、本作が広く知られるところとなった。
1971年（昭和46年）には、北海道出身のユニオンレコード（テイチクのレーベル）専属歌手の大友和也がカヴァーし、同年6月にシングルとしてリリースした。編曲は池田孝で、B面には、1968年（昭和43年）にテイチクレコードからリリースされた木立じゅんの「484のブルース」を作詞・作曲した平田満が提供した「すすきの夜のブルース」（すすきのよるのブルース）を収録した。
ほかにも、ハーベストレコード（ミノルフォン、現在の徳間ジャパンコミュニケーションズのレーベル）の真芽正恵、その他にも黒沢明とロス・プリモス、千昌夫らがカヴァーしている。

## 収録曲

### 菊地版
1. ふるさとは宗谷の果てに
  - 作詞・作曲・編曲北原じゅん
  - 演奏時間 : 3分14秒
  - 出版権 : クラウンミュージック
2. 哀愁の一つ星
  - 作詞・作曲・編曲北原じゅん
  - 演奏時間 : 不明
  - 出版権 : クラウンミュージック

- テイチクレコード、NS-596、1962年9月発売

### 西郷版
1. 涙になりたい
  - 作詞杉本好美、作曲・編曲北原じゅん
  - 演奏時間 : 3分53秒
  - 出版権 : クラウンミュージック、マガジンハウス
  - 『平凡』募集「西郷輝彦の唄う歌」当選作
  - 日活映画『涙になりたい』主題歌
2. ふるさとは宗谷の果てに
  - 作詞・作曲・編曲北原じゅん
  - 演奏時間 : 3分1秒
  - 出版権 : クラウンミュージック

- クラウンレコード、CW-430、1966年2月1日発売

### 大友版
1. ふるさとは宗谷の果てに
  - 作詞・作曲北原じゅん、編曲池田孝
  - 演奏時間 : 3分25秒
  - 出版権 : クラウンミュージック
2. すすきの夜のブルース
  - 作詞平田満・補詞高月ことば、作曲平田満・補曲野崎眞一、編曲池田孝
  - 演奏時間 : 4分1秒
  - 出版権 : 不明

- ユニオンレコード、US-708 （SU45-464）、1971年6月発売

## 註
1. 1 2 3  『涙になりたい』、西郷輝彦、クラウンレコード、1966年2月1日、ジャケット裏の記述。
2. ↑  涙になりたい、日本映画データベース、2010年9月7日閲覧。
3. ↑  「ふるさとは宗谷の果てに」、大友和也、ユニオンレコード、1971年6月、ジャケット裏の記述。
4. ↑  作品データベース 検索結果、日本音楽著作権協会、2010年9月7日閲覧。